# 요시오카 사토시
요시오카 사토시(일본어: 吉岡 聡, 1987년 7월 6일 ~ )는 일본의 전 축구 선수이다.

## 구단 경력
과거 요코하마 FC, 더스파 구사쓰, 카탈레 도야마에서 활동하였다.